# The Crown Jewels
The Crown Jewels is een box set van de Britse rockband Queen, waarop alle nummers van hun eerste acht albums staan: Queen, Queen II, Sheer Heart Attack, A Night at the Opera, A Day at the Races, News of the World, Jazz en The Game, waarbij de originele vinylverpakking gebruikt wordt. De laatste drie albums (News of the World, Jazz en The Game) hebben een andere verpakking gekregen. Bij het album is ook een boekje met de teksten uitgegeven. Het album werd precies 25 jaar na hun eerste album (Queen) uitgebracht.